# 소셜 다이닝
소셜 다이닝(그룹에 의한)은 누군가의 장소나 레스토랑 등에서 함께 식사를 즐기기 위해 만나는 것을 말한다. 이것은 다른 사람과 관계를 맺기 위한 수단으로서 특별하게 식사를 이용하는 것이라고 할 수 있다. 즉, 사람들과 어울리기 위해 먹는다는 뜻이다. 브런치, 저녁 또는 파티는 음식을 통해 사교적으로 어울릴 수 있는 아주 좋은 예이다.
소셜 다이닝은 특권층만 누릴 수 있는 어떠한 다이닝 클럽과는 다르게 누구라도 어울릴 수 있다. 그렇기 때문에 친구들이나 낯선 사람들도 쉽게 소셜 다이닝 경험을 공유할 수 있다.

## 역사
소셜 다이닝의 역사는 고대 그리스로 거슬러 올라간다. 고대 그리스에서 그들의 식사는 페스티벌이나 어떠한 사건의 기념식 동안에 모두가 함께 모인다는 목적을 위해 준비되었다. 소셜 다이닝은 이러한 고대 그리스의 식사 문화 '심포지온(Simposion)'에서 유래되었다. 미국과 유럽에서는 파티 문화의 하나로 대중화된 사교 트렌드다.

## 기술의 영향
기술은 소셜 다이닝을 사람들끼리 실시간 사진이나 이미지 업로드, 체크인 등을 통해 서로 공유할 수 있는 경험으로 만들어 주었다. 식사에 대한 대화는 사람들 사이에서 일어난다. 그리고나서 그들은 서로 그 이야기를 공유하며 관계를 이어 나간다. 트위터, 페이스북과 같은 웹사이트들은 모두 사람들을 가상적이고 사회적인 공간 속에서 그들의 다이닝 활동에 대해 토의하도록 한다. 어플리케이션 또한 실시간으로 자신들의 이야기를 업로드하고, 공유하기 위해 사용자들의 스마트폰에서 다운받아진다.
bonappetour.com, chef.one, kinza.life, PlateCulture와 같은 몇몇 웹 기반의 서비스들은 사람들이 모두 모여 사교적인 식사를 함께 공유할 수 있도록 하고, 심시어 사람들이 여행을 하는 와중에도, 그 지역 사람들과 함께 어울려 식사를 하게 할 수 있도록 한다. 그래서 진정한 그 지역의 문화와 음식들을 경험할 수 있도록 하는 것이다. 또한 다른 소셜 다이닝 네트워크가 있다. 그러한 네트워크는 그들의 유저의 집에서 함께 그룹 식사를 하도록 하는 것이다. 소셜 다이닝을 경험하는 또다른 방법은 supper club을 방문하는 것이다.

## 연속적인 다이닝
연속적인 다이닝(serial dining)은 순차적인 기준에 의해 결정된 장소에서 그룹이 만나서 소셜 다이닝을 하는 와중에 진행되는 부가적인 활동이다. 이러한 선택은 요리에 의해 결정이 될 수 있다. 또한 레스토랑 가이드가 언급하거나 간단하게 전화번호부에서 알파벳 순서에 따라 결정될 수 있다. 후자의 한 예로, Jason Taniguchi에 의해 1989년에 지어진 the Serial Diners of Toronto가 있다. 이 부가적인 활동은 일반적으로 레스토랑에 방문하는 것과 함께 시도해 보지 않은 지역이라는 랜덤 경험을 할 수 있다는 측면에서 심리 지리학이라는 요소를 더했다고도 볼 수 있다.